# Reimut Reiche
Reimut Reiche (Esslingen am Neckar, 20 de juny de 1941) és un sociòleg, psicoanalista i sexòleg alemany.

## Biografia
Reiche va ser membre de la Sozialistischen Deutschen Studentenbundes i en va ser elegit president el 1966. Va formar part del grup Revolutionärer Kampf, juntament amb Joschka Fischer, Daniel Cohn-Bendit, Matthias Beltz i Johnny Klinke.
Després d'estudiar sociologia a Berlín i Frankfurt del Main, Reiche es va doctorar el 1973 (juntament amb Martin Dannecker) amb la tesi Der gewöhnliche Homosexuelle. Va ser ajudant de recerca a l'Institut de Ciències Sexuals de la Universitat de Frankfurt, encapçalat per Volkmar Sigusch. El 1991, Reiche va obtenir la seva qualificació postdoctoral (Privatdozent) sobre la qüestió de la Geschlechterspannung.
Reiche va treballar de 1973 a 1980 a l'Institut Sigmund Freud de Frankfurt on es va convertir en psicoanalista i, des de llavors, treballa de manera freelance. És analista de formació a l'Associació Psicoanalítica Alemanya des de 1991.

## Obra publicada
- Sexualität und Klassenkampf: Zur Abwehr repressiver Entsublimierung. Verlage Neue Kritik, Frankfurt am Main, 1968. Fischer-TB, Frankfurt am Main 1976, ISBN 3-436-01365-X.
- gemeinsam mit Martin Dannecker: Der gewöhnliche Homosexuelle. Eine soziologische Untersuchung über männliche Homosexuelle in der BRD. Fischer-TB, Frankfurt am Main 1974, ISBN 3-10-014801-0.
- Sexuelle Revolution: Erinnerung an einen Mythos. In: Lothar Baier u. a. (Hrsg.): Die Früchte der Revolte. Über die Veränderung der politischen Kultur durch die Studentenbewegung. Wagenbach, Berlin, 1988, ISBN 3-8031-2162-0, S. 45–71.
- Geschlechterspannung – Eine psychoanalytische Untersuchung. Fischer-TB, Frankfurt a. M. 1990, ISBN 3-596-10329-0. Neuausgabe: Psychosozial-Verlag, Gießen, 2000, ISBN 3-89806-006-3.
- als Herausgeber gemeinsam mit Martin Dannecker: Sexualität und Gesellschaft. Festschrift für Volkmar Sigusch. Campus, Frankfurt a. M. 2000, ISBN 3-593-36617-7.
- Mutterseelenallein – Kunst, Form und Psychoanalyse, 2 Bände. Stroemfeld, Frankfurt am Main 2001, ISBN 978-3-86109-192-9.
- Triebschicksal der Gesellschaft. Über den Strukturwandel der Psyche. Campus, Frankfurt am Main 2004, ISBN 978-3-593-37496-3.
- Psychoanalytische Therapie sexueller Perversionen. In: Volkmar Sigusch (Hrsg.): Sexuelle Störungen und ihre Behandlung. Thieme, Stuttgart / New York, 4. Auflage 2007, ISBN 978-3-13-103944-6, S. 439–464
- Ein Hybrid-Nazi in Analyse. In: Jahrbuch der Psychoanalyse, Jg. 60, Verlag Frommann-Holzboog, Stuttgart 2010, ISSN 0075-2363.